# Rudolf Kargus
Rudolf Kargus (Worms, 1952. augusztus 15. –) Európa-bajnoki ezüstérmes nyugatnémet válogatott német labdarúgó, kapus, edző.

## Pályafutása

### Klubcsapatban
A Wormatia Worms csapatában kezdte a labdarúgást, majd 1970-ben a Hamburger SV korosztályos csapatához került. 1971-ben mutatkozott be az élvonalban. 1976-ban nyugatnémet kupát nyert a csapattal és indulhatott a kupagyőztesek Európa-kupája sorozatban, amelyet meg is nyertek 1977-ben. Az 1978–79-es idényben bajnoki címet nyert az együttessel és következő szezonban a BEK-ben indult a csapattal, ahol a döntőben szenvedett vereséget a Nottingham Foresttel szemben. 1980 és 1984 között az 1. FC Nürnberg, 1984 és 1986 között a Karlsruher SC kapusa volt. Az 1986–87-es idényben a Fortuna Düsseldorf labdarúgója. 1987 és 1990 között az 1. FC Köln szerződtetett játékosa, de pályára nem lépett hanem Bodo Illgner cserekapusa volt Itt vonult vissza az aktív labdarúgástól. Kargus 408 Bundesliga mérkőzésen szerepelt pályafutása során.

### A válogatottban
1975 és 1977 között három alkalommal szerepelt a nyugatnémet válogatottban. Tagja volt 1976-os Európa-bajnoki ezüstérmes és az 1978-as argentínai világbajnokságon részt vevő csapatnak, de egyik tornán sem lépett pályára.

### Edzőként
1991 és 1996 között a Hamburger SV ifjúsági csapatainál edzősködött. 1998-ban az USC Paloma Hamburg edzője volt.

## Sikerei, díjai
NSZK
- Európa-bajnokság
  - ezüstérmes: 1976, Jugoszlávia

 Hamburger SV
- Nyugatnémet bajnokság (Bundesliga)
  - bajnok: 1978–79
  - 2.: 1975–76, 1979–80
- Nyugatnémet kupa (DFB-Pokal)
  - győztes: 1976
  - döntős: 1974
- Bajnokcsapatok Európa-kupája (BEK)
  - döntős: 1979–80
- Kupagyőztesek Európa-kupája (KEK)
  - győztes: 1976–77

 1. FC Nürnberg
- Nyugatnémet kupa (DFB-Pokal)
  - döntős: 1982

 1. FC Köln
- Nyugatnémet bajnokság (Bundesliga)
  - 2.: 1988–89, 1989–90